# Thuật chiêu hồn

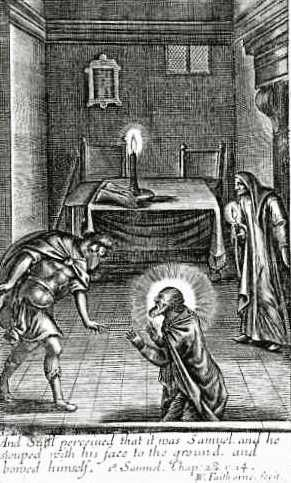
Hình minh họa mô tả một cảnh trong Kinh thánh. Cảnh này thể hiện Phù thủy xứ Endor (bên phải) thực hiện nghi lễ chiêu hồn để gọi vong nhà tiên tri Samuel (ở giữa) theo lệnh của Saul (bên trái). Bức tranh này được in trên trang đầu của cuốn sách Sadducismus Triumphatus (1681) của tác giả Joseph Glanvill.

Thuật chiêu hồn (tiếng Anh: necromancy) là việc thực hành ma thuật có liên quan đến giao tiếp với cõi chết – bao gồm cầu hồn để ma hiện hình, để dị tượng hoặc triệu hồi chúng dưới dạng vật chất. Mục đích sau cùng là để bói toán, truyền đạt phương tiện để dự đoán sự kiện xảy ra trong tương lai, khám phá ra kiến thức huyền bí, hồi sinh người chết, hoặc sử dụng người chết làm vũ khí. Thuật ngữ này thỉnh thoảng được gọi là "Ma thuật Chết" (Death Magic), đôi khi được sử dụng theo nghĩa rộng hơn để đề cập đến ma thuật đen hoặc thuật phù thủy.

## Từ nguyên
Từ necromancy phỏng theo tiếng Latinh muộn là necromantia, bản thân từ này cũng mượn từ tiếng Hy Lạp Koine là nekromanteía (νεκρομαντεία). Nekromanteía là từ ghép của tiếng Hy Lạp cổ đại nekrós (νεκρός, "tử thi") và manteía (μαντεία, "bói toán bằng phương tiện"). Từ ghép này được Origenes sử dụng lần đầu vào thế kỷ 3. Xa hơn nữa là thuật ngữ tiếng Hy Lạp cổ đại nekyia (ἡ νέκυια), bắt nguồn từ một tập của Odyssey mà trong đó, nhân vật chính Odysseus viếng thăm cõi của linh hồn chết.

## Thời cổ đại
Thuật chiêu hồn ban đầu có liên quan đến, hoặc dường như là phát triển từ shaman giáo. Trong shaman giáo có nghi lễ triệu hồi hồn ma của tổ tiên. Chiêu hồn sư cổ đại trò chuyện với người chết bằng "giọng pha trộn giữa tiếng rít the thé và tiếng ồ ề nhẹ", có thể so sánh với tiếng lẩm bẩm của shaman khi lên đồng. Thuật chiêu hồn phổ biến trong suốt thời cổ đại theo như ghi chép về việc thực hành nó ở Ai Cập cổ đại, Babylonia, Hy Lạp cổ đại và La Mã cổ đại. Trong Geographica, Strabo đề cập đến nekromantia (νεκρομαντία), hay "người bói toán bằng tử thi", là những người thực hành bói toán hàng đầu ở Ba Tư. Người xưa còn tin rằng thuật này đã phổ biến ở các dân tộc thuộc Chaldea (đặc biệt là người Sabi, "những người tôn thờ các vì sao"), Etruria và Babylonia. Chiêu hồn sư người Babylonia được gọi là manzazuu hoặc sha'etemmu, và những linh hồn mà họ triệu hồi được gọi là etemmu.
Tài liệu văn học cổ nhất về thuật chiêu hồn được tìm thấy trong sử thi Odyssey của Homeros. Theo lời chỉ dẫn của phù thủy quyền năng Kirke, Odysseus du hành đến âm phủ (katabasis) để hiểu rõ hơn về những điều sắp xảy ra trên chuyến hải trình trở về quê nhà của mình. Để thực hiện điều này, ông phải sử dụng ma thuật mà Kirke chỉ dạy nhằm triệu hồi linh hồn người chết. Ông muốn gọi vong hồn của Teiresias để hỏi cụ thể; tuy nhiên, ông không thể triệu hồi linh hồn của nhà tiên tri nếu như không có sự giúp đỡ của đồng đội. Những đoạn văn trong Odyssey chứa nhiều mô tả về nghi lễ chiêu hồn: nghi lễ phải thực hiện xung quanh một hố lửa vào những giờ đêm, và Odysseus phải làm theo một công thức cụ thể, bao gồm máu của động vật hiến tế để pha chế thành một loại rượu cho hồn ma uống. Cùng lúc đó, ông phải đọc lời cầu khấn với cả ma và thần ở dưới âm phủ.
Nghi lễ chiêu hồn có thể khá phức tạp, đòi hỏi việc sử dụng vòng tròn ma thuật, đũa phép, talisman, và thần chú. Chiêu hồn sư có thể phủ lên mình những khía cạnh bệnh tật của cái chết, bằng cách mặc đồ của người đã khuất, ăn đồ ăn tượng trưng cho sự thiếu sức sống và mục nát, chẳng hạn như bánh mì đen và nước nho ép không men. Một số chiêu hồn sư thậm chí còn đi xa đến mức tham gia vào việc mổ xẻ và tiêu thụ tử thi. Những nghi lễ này có thể kéo dài hàng giờ, hàng ngày, thậm chí là hàng tuần để đạt được kết quả cuối cùng là triệu hồi linh hồn. Chúng thường được thực hiện ở nơi chôn cất hoặc chốn u uất nào đó phù hợp với chỉ dẫn cụ thể của chiêu hồn sư. Thêm vào đó, chiêu hồn sư thích triệu hồi người mới qua đời cách đây không lâu dựa trên tiền đề rằng những lời tiết lộ của họ sẽ rõ ràng hơn. Khung thời gian này thường giới hạn trong 12 tháng kể từ khi thể xác vật lý chết. Sau khi giai đoạn này trôi qua, chiêu hồn sư chỉ có thể gọi hồn dưới dạng bóng ma của người đã khuất thay vào đó.
Trong khi một số nền văn hóa cho rằng kiến thức của người chết là vô hạn, thì người Hy Lạp và La Mã cổ đại tin rằng vong hồn của cá nhân chỉ biết một số điều nhất định. Giá trị hiển nhiên trong lời khuyên của họ chỉ có thể dựa trên những gì mà họ biết lúc còn sống hoặc lĩnh hội được sau khi chết. Trong Metamorphoses, Ovidius có đề cập đến một khu chợ ở âm phủ, nơi mà người chết tụ tập để trao đổi tin tức hoặc tám chuyện.
Ngoài ra còn có một số đề cập đến chiêu hồn sư, được gọi là "bà cốt" ở cộng đồng người Do Thái thời kỳ Hy Lạp hóa – trong Kinh Thánh. Sách Đệ nhị Luật (18: 9–12) cảnh báo người Isarel rằng họ không được dính dáng vào thực hành bói toán bằng tử thi của người Canaan:
9Khi vào đất mà ĐỨC CHÚA, Thiên Chúa của anh (em), ban cho anh (em), thì anh (em) đừng học đòi những thói ghê tởm của các dân tộc ấy. 10Giữa anh (em), không được thấy ai làm lễ thiêu con trai hoặc con gái mình, không được thấy ai làm nghề bói toán, chiêm tinh, tướng số, phù thủy, 11bỏ bùa, ngồi đồng ngồi cốt, chiêu hồn. 12Thật vậy, hễ ai làm điều ấy thì là điều ghê tởm đối với ĐỨC CHÚA, và chính vì những điều ghê tởm ấy mà ĐỨC CHÚA, Thiên Chúa của anh (em), đã trục xuất các dân tộc ấy cho khuất mắt anh (em).

Mặc dù Luật Moses quy định hình phạt tử hình đối với những ai thực hành thuật chiêu hồn (Leviticus 20:27), nhưng cảnh báo này không phải lúc nào cũng được lưu ý. Một trong những ví dụ nổi bật nhất là khi Vua Saul yêu cầu Phù thủy xứ Endor gọi vong của nhà tiên tri đến từ Sheol (âm phủ trong Kinh Thánh Hebrew) là Samuel, thông qua một cái hố thực hiện nghi lễ (1 Samuel 28:3–25). Tuy nhiên, người được gọi là phù thủy đã sốc trước sự hiện diện của linh hồn thực sự của Samuel, theo như 1 Samuel 28:12 ghi lại thì "người đàn bà trông thấy ông Samuel và rú lên." Khi đã tỉnh ngộ lại, Samuel hỏi Saul: "Tại sao ngài lại gọi tôi lên mà quấy rầy tôi?" Saul không nhận án tử hình (vì ông là người có quyền hành cao nhất của vương quốc Israel), nhưng ông đã nhận nó từ chính tay Thiên Chúa đúng như lời tiên tri của của Samuel (1 Samuel 28:17–19), trong một ngày mà ông tử trận cùng với con trai mình là Jonathan.
Một số văn sĩ Cơ Đốc giáo bác bỏ quan niệm rằng con người có thể gọi linh hồn người chết trở về. Thay vào đó, họ cho rằng những vong hồn đó chính là ác quỷ cải trang nên đã quy kết thuật chiêu hồn với thuật triệu hồi ác quỷ. Caesarius thành Arles khẩn cầu thính giả của mình đừng tin vào bất kỳ ác quỷ hay vị thần nào khác ngoài Thiên Chúa Cơ Đốc, cho dù việc sử dụng thần chú đó có lợi ích đến thế nào đi chăng nữa. Ông tuyên bố rằng ma quỷ chỉ hành động khi có sự cho phép của Thiên Chúa và được Thiên Chúa yêu cầu để thử thách tín hữu Cơ Đốc. Caesarius trong trường hợp này không lên án con người; ông chỉ nói rằng có tồn tại thuật chiêu hồn mặc dù nó bị Kinh Thánh cấm.

## Sơ kỳ và Trung kỳ Trung Cổ
Nhiều văn sĩ thời Trung Cổ tin rằng sự phục sinh thực sự cần phải có sự trợ giúp của Thiên Chúa. Họ coi việc thực hành thuật chiêu hồn giống như việc gọi ra những con quỷ dữ đội lốt linh hồn. Việc thực hành này được biết đến rõ ràng là maleficium, và Giáo hội Công giáo đã lên án nó. Mặc dù những người thực hành thuật chiêu hồn đều có nhiều điểm chung, nhưng không có bằng chứng nào cho thấy các chiêu hồn sư từng tập hợp thành một tổ chức. Những người thực hành thuật chiêu hồn có điểm chung là thường sử dụng một số loại cây độc hại và gây ảo giác thuộc họ Cà như hyoscyamus niger, cà độc dược lùn, atropa belladonna, mandrake, thường là trong các loại thuốc mỡ ma thuật hoặc potion.
Thuật chiêu hồn thời Trung Cổ được cho là sự tổng hợp giữa ma thuật trung giới chịu ảnh hưởng từ Ả Rập và phép trừ tà bắt nguồn từ giáo lý Cơ Đốc giáo và Do Thái giáo. Ảnh hưởng từ Ả Rập thể hiện rõ ràng trong các nghi lễ liên quan đến pha Mặt Trăng, vị trí Mặt Trời, ngày và giờ. Hun trùng và chôn cất di ảnh cũng được tìm thấy trong cả ma thuật trung giới và thuật chiêu hồn. Ảnh hưởng của Cơ Đốc và Do Thái xuất hiện trong các biểu tượng và công thức gọi hồn được sử dụng trong các nghi lễ triệu hồi.
Người thực hành thường là thành viên của giới tăng lữ Cơ Đốc, dù vậy vẫn có một số trường hợp được ghi nhận không phải thành viên thuộc tăng lữ. Trong một số trường hợp chỉ đơn thuần là tập sự hoặc những người được phong chức tập tành hành nghề. Họ có niềm tin vào việc thao túng linh thể – đặc biệt là ác quỷ – và thực hành phép thuật. Những người thực hành này thường biết chữ nghĩa và có học hành đàng hoàng. Hầu hết bọn họ đều có kiến thức cơ bản về trừ tà và có điều kiện tiếp cận với văn tự về chiêm tinh học và quỷ học. Đào tạo tăng lữ là ngành giáo dục đại học hiếm và không chính thức. Phần lớn đều đào tạo theo kiểu học nghề và đòi hỏi phải có kiến thức cơ bản về tiếng Latinh, nghi lễ và giáo lý. Nền giáo dục này không phải lúc nào cũng ràng buộc với sự hướng dẫn thực linh và các lớp giáo lý hầu như không tồn tại. Bối cảnh này cho phép các tăng lữ có tham vọng kết hợp cả nghi thức Cơ Đốc giáo với thực hành thần bí bất chấp việc điều này bị lên án trong giáo lý Cơ Đốc.
Người thực hành thời Trung Cổ tin rằng họ có thể thực hiện được 3 điều với thuật chiêu hồn: thao túng ý chí, ảo tưởng, và tri thức:
- Thao túng ý chí tác động đến tâm trí và ý chí của người, động vật hoặc linh hồn khác. Ác quỷ được triệu hồi để gây nhiều phiền não cho người khác, bao gồm "khiến cho họ phát điên, kích động tình yêu và hận thù trong họ, để chiếm được cảm tình của họ, hoặc buộc họ phải thực hiện hoặc không thực hiện một vài việc."[25]
- Ảo tưởng bao gồm việc hồi sinh người chết hoặc gọi ra thức ăn, trò tiêu khiển, hoặc một phương thức vận chuyển.
- Kiến thức được cho là có thể lĩnh hội khi ác quỷ cung cấp thông tin về nhiều điều khác nhau. Thông tin mà quỷ cung cấp có thể giúp xác định tội phạm, tìm kiếm đồ vật nào đó, hoặc tiết lộ sự kiện xảy ra trong tương lai.

Hành động thực hiện thuật chiêu hồn thời Trung Cổ thường đòi hỏi vòng tròn ma thuật, gọi hồn và hiến tế, chẳng hạn như qua những gì mà Liber incantationum, exorcismorum et fascinationum variarum đề cập:
- Vòng tròn thường được kẻ trên mặt đất, mặc dù đôi lúc cũng kẻ trên miếng vải hoặc giấy da. Nhiều vật thể, hình dạng, biểu tượng, và chữ cái khác nhau có thể được vẽ hoặc đặt bên trong vòng tròn để thể hiện sự hòa trộn giữa các ý niệm Cơ Đốc giáo với thần bí học. Vòng tròn được tin là có khả năng trao quyền hoặc bảo vệ những gì chứa bên trong, bao gồm việc bảo vệ chiêu hồn sư khỏi ác quỷ được gọi lên.
- Gọi hồn là phương pháp giao tiếp với ác quỷ để đưa chúng vào thế giới vật chất. Phương pháp này thường sử dụng sức mạnh của ngôn từ và tư thế đứng đặc biệt để gọi quỷ và thường kết hợp với lời cầu nguyện sử dụng trong Cơ Đốc giáo hoặc những câu trong Kinh Thánh. Gọi hồn có thể lặp đi lặp lại liên tiếp hoặc theo các chỉ dẫn khác nhau cho tới khi triệu hồi thành công.
- Hiến tế là cái giá phải trả cho việc triệu hồi. Mặc dù phương pháp này có thể đòi hỏi nhục thể của con người hoặc động vật, nhưng đôi khi chỉ đơn giản là cúng tế một đồ vật nào đó. Hướng dẫn cách để kiếm được những món đồ này thường cụ thể. Thời gian, địa điểm và phương pháp thu thập món đồ để hiến tế cũng đóng vai trò quan trọng trong nghi lễ.[26]

Herbert Stanley Redgrove tuyên bố chiêu hồn là một trong ba nhánh chính của ma thuật nghi lễ thời trung cổ, cùng với ma thuật đen và ma thuật trắng. Sự phân loại này trái ngược với phân loại đương thời, khi thường quy kết "nigromancy" ("kiến thức đen") với "necromancy" ("kiến thức chết").

## Từ Hậu kỳ Trung Cổ đến Phục hưng
Vào thời kỳ Phục hưng, các chiêu hồn sư và người thực hành pháp thuật có thể sử dụng thần chú có tên thánh mà không bị trừng phạt, vì bất kỳ đề cập nào đến Kinh Thánh trong những nghi lễ như vậy có thể hiểu là lời cầu nguyện chứ không phải thần chú. Do đó, thuật chiêu hồn xuất hiện trong Liber incantationum trở thành bước phát triển mới của hiểu biết về lý thuyết này. Có ý kiến cho rằng tác giả của Liber cố tình thiết kế cuốn sách để chống lại luật giáo hội. Công thức chính sử dụng xuyên suốt Liber là dùng ngôn ngữ tôn giáo và tên sức mạnh chung với tên ác quỷ. Sự hiểu biết về tên Thiên Chúa bắt nguồn từ ngụy kinh và Torah, đòi hỏi tác giả của những nghi thức như vậy chí ít phải đọc hiểu được những nguồn này.
Trong những câu chuyện liên quan đến cẩm nang về thần bí, người ta tìm thấy mối liên hệ giữa chúng với câu chuyện từ truyền thuyết văn học của các nền văn hóa khác. Lấy ví dụ, nghi lễ triệu hồi một con ngựa có liên hệ chặt chẽ với Nghìn lẻ một đêm của Ả Rập và văn học kỵ sĩ Pháp; The Squire's Tale của Chaucer cũng có những nét tương đồng rõ rệt. Điều này tạo thành sự phát triển của thần chú song song với những vị thần hoặc ác quỷ ngoại lai mà trước đây từng được chấp nhận, và từ đó đặt chúng vào văn cảnh Cơ Đốc giáo mới, bất chấp việc chúng mang tính ma quỷ hoặc cấm kỵ. Vì tư liệu cho cẩm nang thường lấy từ các văn tự ma thuật và tôn giáo mang tính học thuật từ nhiều nguồn khác nhau, viết bằng nhiều ngôn ngữ, nên học giả nghiên cứu văn tự này có thể tạo ra nguồn sách hoặc cẩm nang của riêng họ để sử dụng thần chú hoặc phép thuật.
Sổ tay của Leonardo da Vinci có ghi rằng "Trong tất cả quan niệm của nhân loại, thứ ngu xuẩn nhất là niềm tin vào thuật chiêu hồn, chị em với thuật giả kim, thứ [được cho là] sinh ra những điều cơ bản và tự nhiên."

## Thời hiện đại
Ngày nay, thuật chiêu hồn thường được sử dụng như thuật ngữ để mô tả việc thao túng cái chết và người chết. Những thuật ngữ đương đại như mediumship, séance và thuyết duy linh đều giống thuật chiêu hồn ở chỗ gọi lên linh hồn và hỏi chúng để chúng tiết lộ sự kiện tương lai và thông tin bí mật.
Bàn về việc thực hành thuật chiêu hồn tồn tại từ dạng này đến dạng khác trong suốt nhiều thiên nhiên kỷ, An Encyclopædia of Occultism viết rằng:
Thuật này sử dụng khá phổ biến. Có sự khác biệt đáng kể về quan niệm trong số những người thời hiện đại am hiểu về phương pháp chính xác để theo đuổi thuật chiêu hồn, và cần phải ghi nhớ rằng thuật chiêu hồn thời Trung Cổ được gọi là phép thuật, sang thời hiện đại thì đổi thành phương pháp thực hành tâm linh. Không còn nghi ngờ gì nữa, thuật chiêu hồn là hòn đá vững chắc của thần bí học, vì nếu được chuẩn bị kỹ lưỡng thì người thành thạo có thể thực hiện thành công. Bằng việc gọi được linh hồn từ dị giới, [người thực hành] đã chứng minh được giá trị của thuật [mà mình theo đuổi].